# Manuel Tiberio Bermúdez
Manuel Tiberio Bermúdez: (Caicedonia, Valle del Cauca, Colombia, 27 de abril de 1949) es un periodista, fotógrafo, locutor, poeta y escritor colombiano. Su obra siempre ha tenido como eje  la Paz.
Autor de varios libros. Ha realizado lecturas de su poesía en varios municipios vallecaucanos, incluyendo la IX Feria del Libro Pacífico que realiza la Universidad del Valle. Invitado a la Feria del Libro Cuba, la III Semana de la Cultura en New York, que realiza en esa ciudad el Consulado Colombiano y la Fundación Raíces Nativas. Archivado el 19 de abril de 2016 en Wayback Machine.

## Trayectoria
Miembro de la Junta Directiva del Círculo de Reporteros Gráficos del Valle, CIREGRAFICOS e integrante activo de la Fundación Cultural MAI Colombia. Se ha desempeñado como: 
- Jefe de Prensa durante los años 2000, 2002, 2003 y 2005 del Encuentro Nacional e Internacional de Escritores por la Paz de Colombia y desde el 2019 director de oficina de comunicaciones de Arte sin fronteras por la paz.[4][5][6][7]
- Columnista de los periódicos El Pueblo, El País y  del Diario Occidente, la Revista Virtual Red y Acción, El Espectador, El Tiempo,[8] El Extra, con sede en New York, Colombia Informa con sede en Los Ángeles California.
- Corresponsal del Noticiero de Televisión Noti 5, colaborador TeleSUR TV.[9]
- Editor para portales de Internet: Cali es Cali, Noticias Literarias de Cali, Buena Nota, El Clavo, la Esquina Regional, Voltaire Net,[10] Somos Vallecaucanos, Actualidad Colombiana, Mirarte Galería, Las 2 Orillas,[11] donde ha escrito artículo como Eh, ave María, María…, ¿Es verdad que somos el país más feliz del mundo?, Hay que desamarrar a Cali, entre otros.
- Como locutor ha sido lector de Noticias en RCN de Buenaventura, corresponsal del Noticiero Todelar del Quindío y director de los programas: Voces y Ecos y Línea Directa en Radio Súper de Caicedonia.
- Ha realizado lecturas de su poesía en varios municipios del Valle del Cauca, incluyendo la IX Feria del Libro Pacífico que realiza la Universidad del Valle. Fue invitado especial a la III Semana de la Cultura en New York que realiza en esa ciudad el Consulado Colombiano y la Fundación Raíces Nativas. Invitado a la Feria del Libro en Cuba 2011; e invitado al IX Festival Internacional de Poesía en el Salvador 2010.
- Como fotógrafo ha incursionado en área de la fotografía documental y naturaleza (especialmente aves), con las que ha participado en exposiciones nacionales e internacionales.[12][13][14][15][16]

## Obras
- "Gracias a Dios soy Montañero" libro de crónicas.[17][18][19]
- "New York no es el cielo", del año 2017, publicación de poemas con ilustraciones de pintores de varios países.[20]

## Logros
2017 - Mención Honor, categoría fotografía digital, Festival internacional de Arte sin fronteras por la Paz de Colombia, Museo de Arte Contemporáneo del Huila, Neiva Huila, Colombia.
2019 - Homenaje, Segundo Festival internacional de Arte sin fronteras por la Paz de Colombia, Centro de la cultura Hector Polania, Pitalito Colombia.